# Tysk-österrikiska backhopparveckan 2003/2004
Tysk-österrikiska backhopparveckan 2002/03 ingick i backhoppningsvärldscupen 2003/2004. Först hoppade man i Oberstdorf den 29 december, den 1 januari hoppade man i Garmisch-Partenkirchen och den 4 januari hoppade man i Innsbruck. Deltävlingen i Bischofshofen genomfördes slutligen den 6 januari.

## Oberstdorf

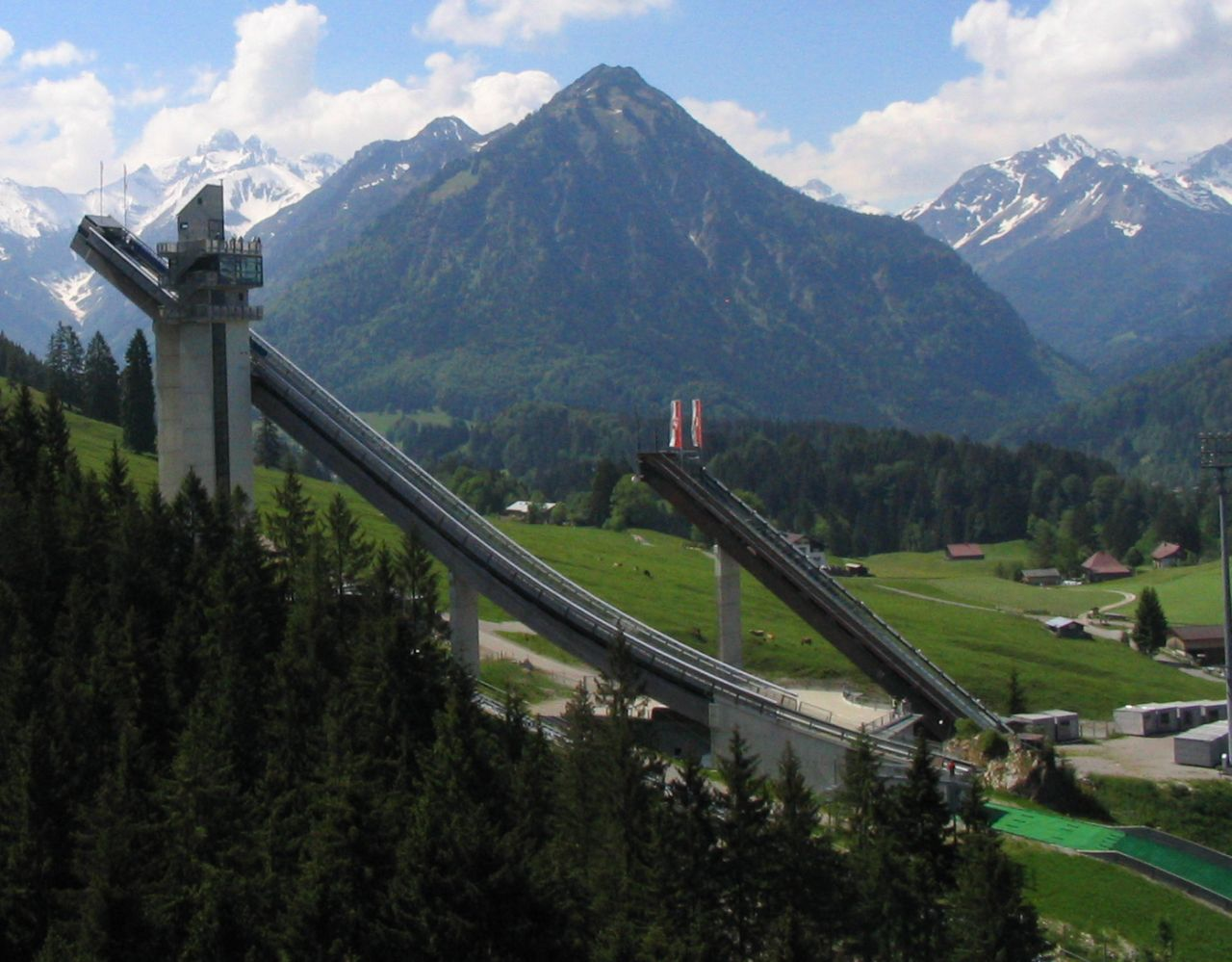
Backen i Oberstdorf

- Datum: 29 december 2003
- Land:  Tyskland
- Backe: Schattenbergschanze

| Placering | Hoppare            | Land      | Poäng |
| --------- | ------------------ | --------- | ----- |
| 1         | Sigurd Pettersen   | Norge     | 295,2 |
| 2         | Thomas Morgenstern | Österrike | 272,7 |
| 3         | Martin Höllwarth   | Österrike | 269,1 |
| 4         | Michael Uhrmann    | Tyskland  | 267,9 |
| 5         | Noriaki Kasai      | Japan     | 261,8 |
| 6         | Rok Benkovič       | Slovenien | 261,6 |
| 7         | Georg Späth        | Tyskland  | 261,3 |
| 8         | Tommy Ingebrigtsen | Norge     | 260,2 |
| 9         | Roar Ljøkelsøy     | Norge     | 254,4 |
| 9         | Adam Małysz        | Polen     | 254,4 |
| 11        | Peter Žonta        | Slovenien | 253,8 |
| 12        | Tami Kiuru         | Finland   | 252,0 |
| 13        | Janne Ahonen       | Finland   | 249,0 |
| 14        | Simon Ammann       | Schweiz   | 248,9 |
| 15        | Maximilian Mechler | Tyskland  | 247,9 |

## Garmisch-Partenkirchen

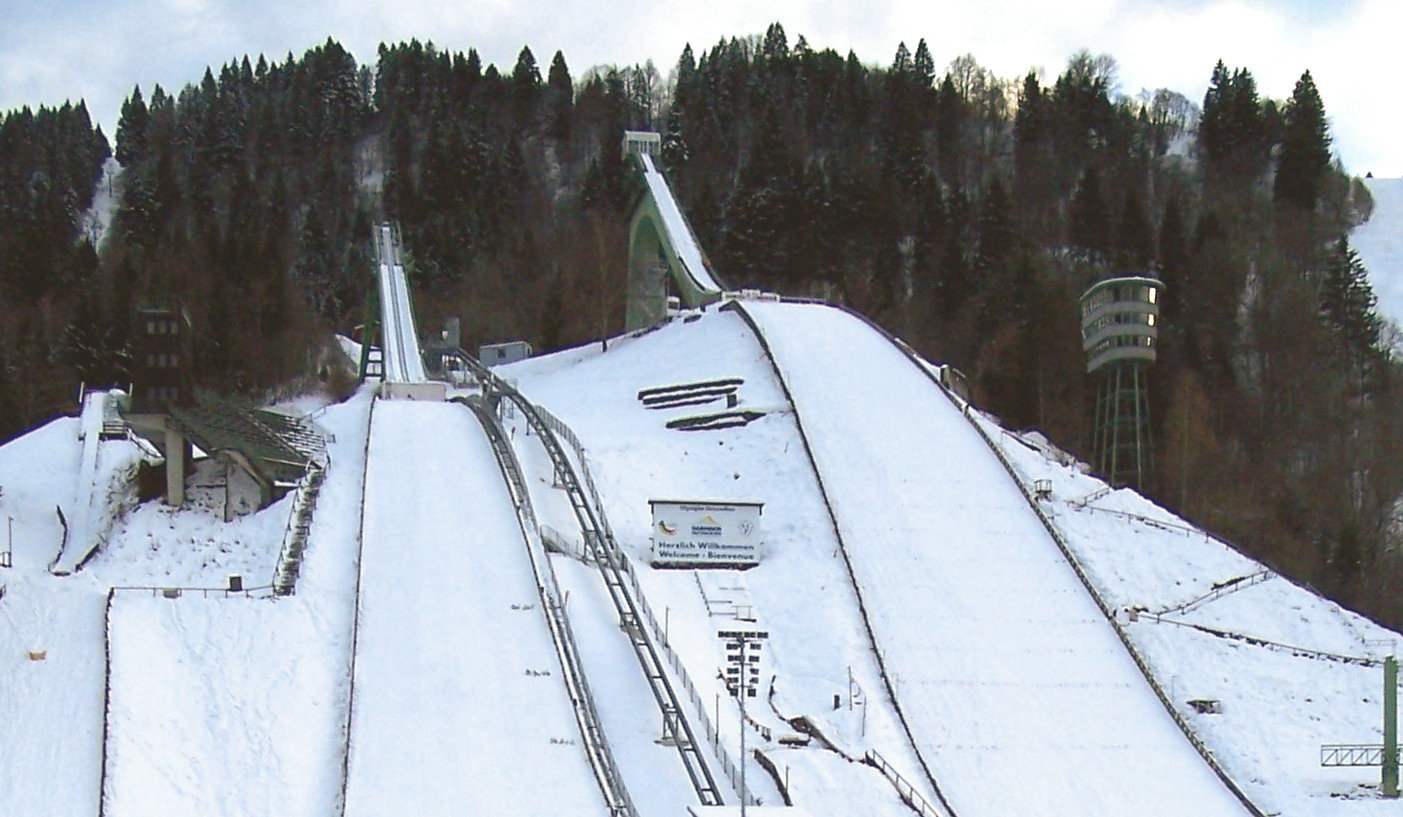
Backen i Garmisch-Partenkirchen

- Datum: 1 januari 2004
- Land:  Tyskland
- Backe: Große Olympiaschanze

| Placering | Hoppare              | Land      | Poäng |
| --------- | -------------------- | --------- | ----- |
| 1         | Sigurd Pettersen     | Norge     | 253,8 |
| 2         | Martin Höllwarth     | Österrike | 253,1 |
| 3         | Georg Späth          | Tyskland  | 248,7 |
| 4         | Janne Ahonen         | Finland   | 248,5 |
| 5         | Peter Žonta          | Slovenien | 241,2 |
| 6         | Noriaki Kasai        | Japan     | 239,8 |
| 7         | Michael Uhrmann      | Tyskland  | 238,6 |
| 8         | Thomas Morgenstern   | Österrike | 233,7 |
| 9         | Sven Hannawald       | Tyskland  | 231,9 |
| 10        | Veli-Matti Lindström | Finland   | 230,8 |
| 11        | Lars Bystøl          | Norge     | 228,1 |
| 12        | Maximilian Mechler   | Tyskland  | 227,3 |
| 13        | Simon Ammann         | Schweiz   | 225,4 |
| 14        | Roar Ljøkelsøy       | Norge     | 223,3 |
| 15        | Andreas Küttel       | Schweiz   | 221,5 |

## Innsbruck

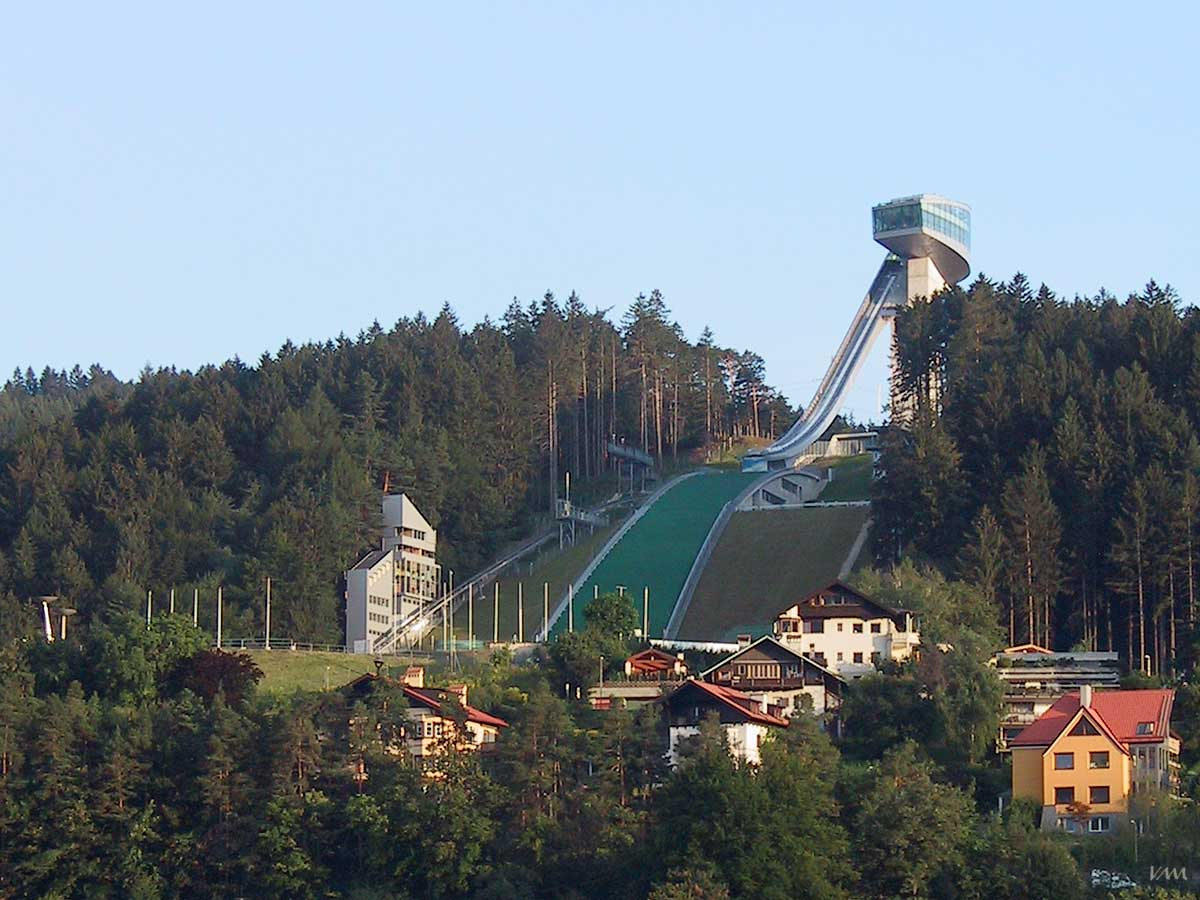
Backen i Innsbruck

- Datum: 4 januari 2004
- Land:  Österrike
- Backe: Bergiselschanze

| Placering | Hoppare              | Land      | Poäng |
| --------- | -------------------- | --------- | ----- |
| 1         | Peter Žonta          | Slovenien | 265,2 |
| 2         | Veli-Matti Lindström | Finland   | 253,9 |
| 3         | Janne Ahonen         | Finland   | 253,8 |
| 4         | Sigurd Pettersen     | Norge     | 251,8 |
| 5         | Martin Höllwarth     | Österrike | 251,7 |
| 6         | Noriaki Kasai        | Japan     | 249,5 |
| 7         | Thomas Morgenstern   | Österrike | 247,6 |
| 8         | Lars Bystøl          | Norge     | 245,7 |
| 9         | Sven Hannawald       | Tyskland  | 244,4 |
| 10        | Georg Späth          | Tyskland  | 242,6 |
| 11        | Michael Uhrmann      | Tyskland  | 242,0 |
| 12        | Akira Higashi        | Japan     | 237,3 |
| 13        | Maximilian Mechler   | Tyskland  | 236,0 |
| 14        | Bjørn Einar Romøren  | Norge     | 234,5 |
| 15        | Wolfgang Loitzl      | Österrike | 233,2 |

## Bischofshofen

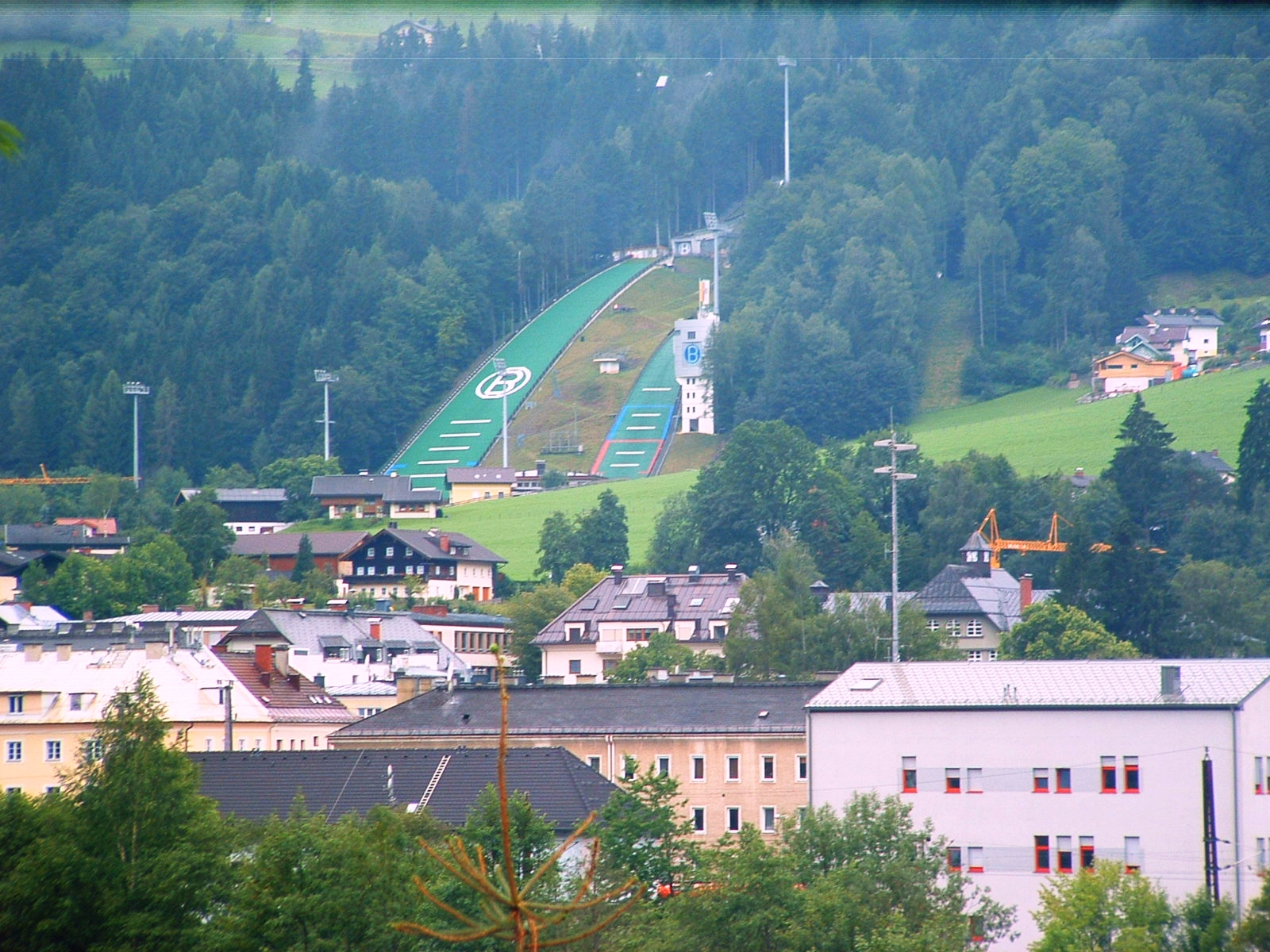
Backen i Bischofshofen

- Datum: 6 januari 2004
- Land:  Österrike
- Backe: Paul-Ausserleitner-Schanze

| Placering | Hoppare              | Land      | Poäng |
| --------- | -------------------- | --------- | ----- |
| 1         | Sigurd Pettersen     | Norge     | 265,8 |
| 2         | Peter Žonta          | Slovenien | 263,4 |
| 3         | Janne Ahonen         | Finland   | 261,3 |
| 4         | Thomas Morgenstern   | Österrike | 258,9 |
| 5         | Martin Höllwarth     | Österrike | 257,6 |
| 6         | Georg Späth          | Tyskland  | 257,2 |
| 7         | Veli-Matti Lindström | Finland   | 256,1 |
| 8         | Matti Hautamäki      | Finland   | 251,7 |
| 9         | Michael Uhrmann      | Tyskland  | 250,2 |
| 10        | Roar Ljøkelsøy       | Norge     | 247,1 |
| 11        | Noriaki Kasai        | Japan     | 245,4 |
| 12        | Andreas Goldberger   | Österrike | 244,1 |
| 13        | Lars Bystøl          | Norge     | 242,7 |
| 14        | Maximilian Mechler   | Tyskland  | 237,6 |
| 15        | Martin Schmitt       | Tyskland  | 236,7 |

## Slutställning
| Placering | Hoppare             | Land      | Poäng  |
| --------- | ------------------- | --------- | ------ |
| 1         | Sigurd Pettersen    | Norge     | 1066,6 |
| 2         | Martin Höllwarth    | Österrike | 1031,5 |
| 3         | Peter Žonta         | Slovenien | 1023,6 |
| 4         | Thomas Morgenstern  | Österrike | 1012,9 |
| 5         | Janne Ahonen        | Finland   | 1012,6 |
| 6         | Georg Späth         | Tyskland  | 1009,8 |
| 7         | Michael Uhrmann     | Tyskland  | 998,7  |
| 8         | Noriaki Kasai       | Japan     | 996,5  |
| 9         | Roar Ljøkelsøy      | Norge     | 956,5  |
| 10        | Lars Bystøl         | Norge     | 952,6  |
| 11        | Maximilian Mechler  | Tyskland  | 948,8  |
| 12        | Sven Hannawald      | Tyskland  | 935,4  |
| 13        | Bjørn Einar Romøren | Norge     | 933,5  |
| 14        | Simon Ammann        | Schweiz   | 923,2  |
| 15        | Adam Małysz         | Polen     | 908,6  |